# Transzendentale Logik
| \| \| \| \| \| Transzendentale Elementarlehre (Allgemeine Erkenntnistheorie) \| \| \| \| \| \| \| \| \| \| \| \| \| \| \| \| \| \| \| \| \| \| \| \| \| \| \| \| \| \| \| \| \| \| Transzendentale Ästhetik (Theorie der Anschauung) \| Transzendentale Ästhetik (Theorie der Anschauung) \| Transzendentale Ästhetik (Theorie der Anschauung) \| Transzendentale Ästhetik (Theorie der Anschauung) \| Transzendentale Ästhetik (Theorie der Anschauung) \| Transzendentale Ästhetik (Theorie der Anschauung) \| \| \| Transzendentale Logik (Theorie des Denkens) \| Transzendentale Logik (Theorie des Denkens) \| Transzendentale Logik (Theorie des Denkens) \| Transzendentale Logik (Theorie des Denkens) \| Transzendentale Logik (Theorie des Denkens) \| Transzendentale Logik (Theorie des Denkens) \| \| \| \| \| \| Transzendentale Ästhetik (Theorie der Anschauung) \| Transzendentale Ästhetik (Theorie der Anschauung) \| Transzendentale Ästhetik (Theorie der Anschauung) \| Transzendentale Ästhetik (Theorie der Anschauung) \| Transzendentale Ästhetik (Theorie der Anschauung) \| Transzendentale Ästhetik (Theorie der Anschauung) \| \| \| Transzendentale Logik (Theorie des Denkens) \| Transzendentale Logik (Theorie des Denkens) \| Transzendentale Logik (Theorie des Denkens) \| Transzendentale Logik (Theorie des Denkens) \| Transzendentale Logik (Theorie des Denkens) \| Transzendentale Logik (Theorie des Denkens) \| \| \| \| \| \| \| \| \| \| \| \| \| \| \| \| \| \| \| \| \| \| \| \| \| \| \| \| \| Transzendentale Analytik (Theorie der Begriffe und Grundsätze, Urteilsvermögen) \| Transzendentale Analytik (Theorie der Begriffe und Grundsätze, Urteilsvermögen) \| Transzendentale Analytik (Theorie der Begriffe und Grundsätze, Urteilsvermögen) \| Transzendentale Analytik (Theorie der Begriffe und Grundsätze, Urteilsvermögen) \| Transzendentale Analytik (Theorie der Begriffe und Grundsätze, Urteilsvermögen) \| Transzendentale Analytik (Theorie der Begriffe und Grundsätze, Urteilsvermögen) \| \| \| Transzendentale Dialektik (Logik des Scheins, Schlussvermögen) \| Transzendentale Dialektik (Logik des Scheins, Schlussvermögen) \| Transzendentale Dialektik (Logik des Scheins, Schlussvermögen) \| Transzendentale Dialektik (Logik des Scheins, Schlussvermögen) \| Transzendentale Dialektik (Logik des Scheins, Schlussvermögen) \| Transzendentale Dialektik (Logik des Scheins, Schlussvermögen) \| \| \| \| \| \| Transzendentale Analytik (Theorie der Begriffe und Grundsätze, Urteilsvermögen) \| Transzendentale Analytik (Theorie der Begriffe und Grundsätze, Urteilsvermögen) \| Transzendentale Analytik (Theorie der Begriffe und Grundsätze, Urteilsvermögen) \| Transzendentale Analytik (Theorie der Begriffe und Grundsätze, Urteilsvermögen) \| Transzendentale Analytik (Theorie der Begriffe und Grundsätze, Urteilsvermögen) \| Transzendentale Analytik (Theorie der Begriffe und Grundsätze, Urteilsvermögen) \| \| \| Transzendentale Dialektik (Logik des Scheins, Schlussvermögen) \| Transzendentale Dialektik (Logik des Scheins, Schlussvermögen) \| Transzendentale Dialektik (Logik des Scheins, Schlussvermögen) \| Transzendentale Dialektik (Logik des Scheins, Schlussvermögen) \| Transzendentale Dialektik (Logik des Scheins, Schlussvermögen) \| Transzendentale Dialektik (Logik des Scheins, Schlussvermögen) \| |                                                   |                                                   |                                                   |                                                                                 |                                                                                 |                                                                                 |                                                                                 |                                                                                 |                                                                                 |                                             |                                             |                                                                |                                                                |                                                                |                                                                |                                                                |                                                                |

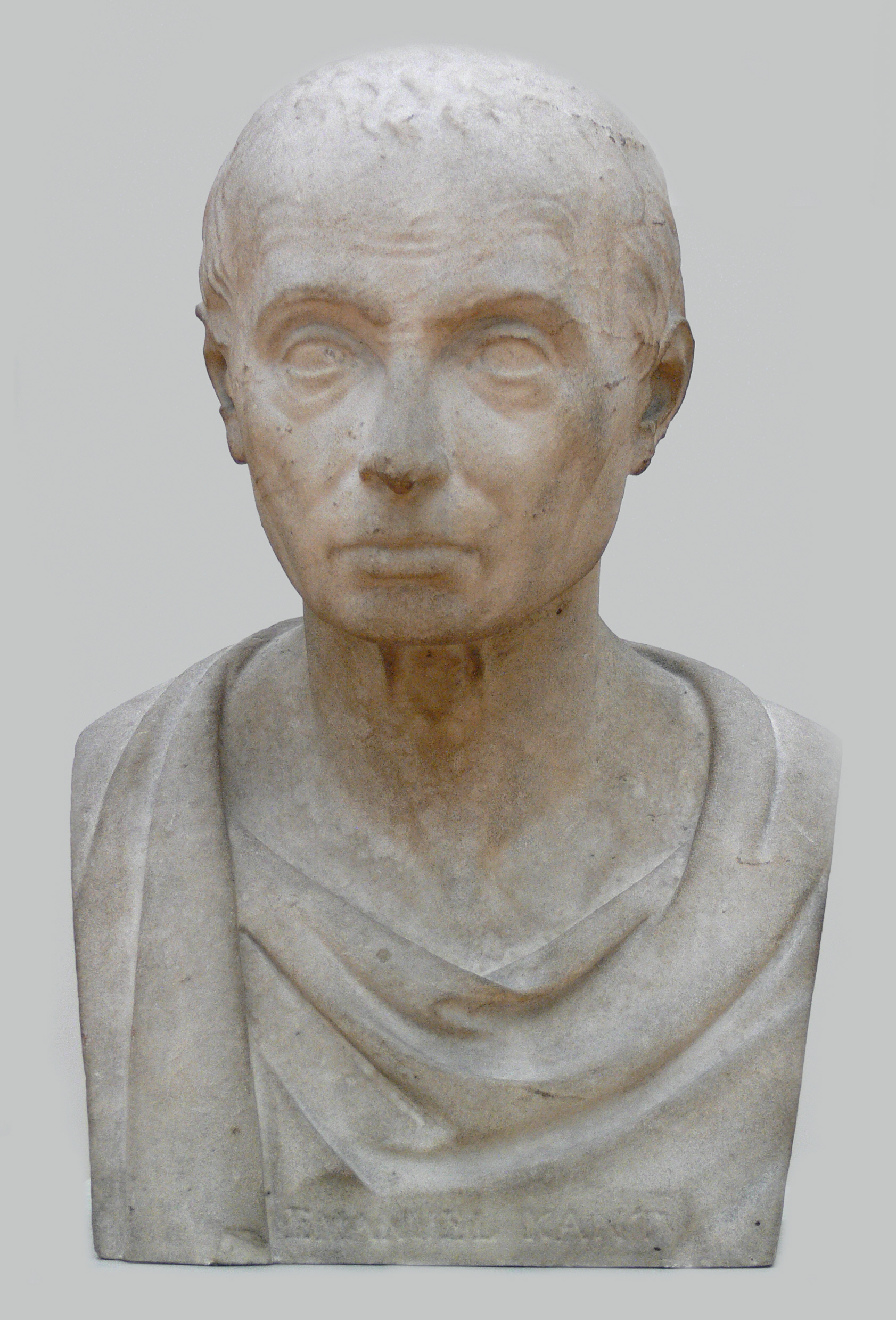
Marmorskulptur von Immanuel Kant (1744–1818)

| Die transzendentale Logik innerhalb der Architektur der Kritik der reinen Vernunft |                                                   |                                                   |                                                   |                                                                                 |                                                                                 |                                                                                 |                                                                                 |                                                                                 |                                                                                 |                                             |                                             |                                                                |                                                                |                                                                |                                                                |                                                                |                                                                |
| |                                                   |                                                   |                                                   | Transzendentale Elementarlehre (Allgemeine Erkenntnistheorie)                   |                                                                                 |                                                                                 |                                                                                 |                                                                                 |                                                                                 |                                             |                                             |                                                                |                                                                |                                                                |                                                                |                                                                |                                                                |
| |                                                   |                                                   |                                                   |                                                                                 |                                                                                 |                                                                                 |                                                                                 |                                                                                 |                                                                                 |                                             |                                             |                                                                |                                                                |                                                                |                                                                |                                                                |                                                                |
| Transzendentale Ästhetik (Theorie der Anschauung) | Transzendentale Ästhetik (Theorie der Anschauung) | Transzendentale Ästhetik (Theorie der Anschauung) | Transzendentale Ästhetik (Theorie der Anschauung) | Transzendentale Ästhetik (Theorie der Anschauung)                               | Transzendentale Ästhetik (Theorie der Anschauung)                               |                                                                                 |                                                                                 | Transzendentale Logik (Theorie des Denkens)                                     | Transzendentale Logik (Theorie des Denkens)                                     | Transzendentale Logik (Theorie des Denkens) | Transzendentale Logik (Theorie des Denkens) | Transzendentale Logik (Theorie des Denkens)                    | Transzendentale Logik (Theorie des Denkens)                    |                                                                |                                                                |                                                                |                                                                |
| Transzendentale Ästhetik (Theorie der Anschauung) | Transzendentale Ästhetik (Theorie der Anschauung) | Transzendentale Ästhetik (Theorie der Anschauung) | Transzendentale Ästhetik (Theorie der Anschauung) | Transzendentale Ästhetik (Theorie der Anschauung)                               | Transzendentale Ästhetik (Theorie der Anschauung)                               |                                                                                 |                                                                                 | Transzendentale Logik (Theorie des Denkens)                                     | Transzendentale Logik (Theorie des Denkens)                                     | Transzendentale Logik (Theorie des Denkens) | Transzendentale Logik (Theorie des Denkens) | Transzendentale Logik (Theorie des Denkens)                    | Transzendentale Logik (Theorie des Denkens)                    |                                                                |                                                                |                                                                |                                                                |
| |                                                   |                                                   |                                                   |                                                                                 |                                                                                 |                                                                                 |                                                                                 |                                                                                 |                                                                                 |                                             |                                             |                                                                |                                                                |                                                                |                                                                |                                                                |                                                                |
| |                                                   |                                                   |                                                   | Transzendentale Analytik (Theorie der Begriffe und Grundsätze, Urteilsvermögen) | Transzendentale Analytik (Theorie der Begriffe und Grundsätze, Urteilsvermögen) | Transzendentale Analytik (Theorie der Begriffe und Grundsätze, Urteilsvermögen) | Transzendentale Analytik (Theorie der Begriffe und Grundsätze, Urteilsvermögen) | Transzendentale Analytik (Theorie der Begriffe und Grundsätze, Urteilsvermögen) | Transzendentale Analytik (Theorie der Begriffe und Grundsätze, Urteilsvermögen) |                                             |                                             | Transzendentale Dialektik (Logik des Scheins, Schlussvermögen) | Transzendentale Dialektik (Logik des Scheins, Schlussvermögen) | Transzendentale Dialektik (Logik des Scheins, Schlussvermögen) | Transzendentale Dialektik (Logik des Scheins, Schlussvermögen) | Transzendentale Dialektik (Logik des Scheins, Schlussvermögen) | Transzendentale Dialektik (Logik des Scheins, Schlussvermögen) |
| |                                                   |                                                   |                                                   | Transzendentale Analytik (Theorie der Begriffe und Grundsätze, Urteilsvermögen) | Transzendentale Analytik (Theorie der Begriffe und Grundsätze, Urteilsvermögen) | Transzendentale Analytik (Theorie der Begriffe und Grundsätze, Urteilsvermögen) | Transzendentale Analytik (Theorie der Begriffe und Grundsätze, Urteilsvermögen) | Transzendentale Analytik (Theorie der Begriffe und Grundsätze, Urteilsvermögen) | Transzendentale Analytik (Theorie der Begriffe und Grundsätze, Urteilsvermögen) |                                             |                                             | Transzendentale Dialektik (Logik des Scheins, Schlussvermögen) | Transzendentale Dialektik (Logik des Scheins, Schlussvermögen) | Transzendentale Dialektik (Logik des Scheins, Schlussvermögen) | Transzendentale Dialektik (Logik des Scheins, Schlussvermögen) | Transzendentale Dialektik (Logik des Scheins, Schlussvermögen) | Transzendentale Dialektik (Logik des Scheins, Schlussvermögen) |

Die transzendentale Logik ist bei Immanuel Kant eine der begrifflichen Anteile an der Erkenntnis. Transzendental ist sie, sofern sie die Regeln des Denkens behandelt, die Voraussetzung von Erfahrung ist. Kant unterscheidet sie von der allgemeinen formalen Logik als Theorie des Schließens. Sie wird bestimmt als „eine Wissenschaft des Verstandes und Vernunfterkenntnisses, dadurch wir Gegenstände völlig a priori denken.“
Ihr ist ein gleichnamiges Teilstück in der Kritik der reinen Vernunft gewidmet. Sie ist das Gegenstück zur transzendentalen Ästhetik, der Theorie der Anschauung. Nur im Zusammenspiel können Begreifen und Anschauen zu Erkenntnis führen. Die transzendentale Logik und transzendentale Ästhetik bilden damit die transzendentale Elementarlehre, den ersten Hauptteil der Kritik der reinen Vernunft, auf den die transzendentale Methodenlehre folgt. Sie selbst ist in die transzendentale Analytik und die transzendentale Dialektik unterteilt.

## Von der Logik überhaupt
Eingangs der transzendentalen Logik betonte Kant, dass es zur Erkenntnis sowohl der Sinnlichkeit als auch des Verstandes als zwei voneinander gegenseitig abhängiger Erkenntnisquellen bedarf.
„Anschauung und Begriffe machen also die Elemente aller unserer Erkenntnis aus, so daß weder Begriffe, ohne ihnen auf einige Art korrespondierende Anschauung, noch Anschauung ohne Begriffe, ein Erkenntnis abgeben können.“ Immanuel Kant: AA III, 74
Während er die Sinnlichkeit als Erkenntnisquelle in der transzendentalen Ästhetik abgehandelt hatte, befasste Kant sich nun in der transzendentalen Logik mit den Regeln des Verstandesgebrauchs. Um seinen Gegenstand näher zu fassen, unterschied er zunächst verschiedene Begriffsinhalte von Logik. Von der allgemeinen Logik trennte er die besondere Logik, die als „Propädeutik der Wissenschaften“ sich mit den Gegebenheiten der einzelnen Fächer befasst.
„Denn man muß die Gegenstände schon in ziemlich hohen Grade kennen, wenn man die Regeln angeben will, wie sich eine Wissenschaft von ihnen zu Stande bringen will.“ (B 76-77)
Die allgemeine Logik ist hingegen eine Elementarlogik. Sie kann nach Kant in eine „reine“ und in eine „angewandte“ Logik eingeteilt werden. In der angewandten Logik befasst man sich mit konkreten empirischen Sachverhalten, die nach den Grundregeln der reinen Logik untersucht werden.
[Die reine Logik] „ist eigentlich nur allein Wissenschaft, obzwar kurz und trocken, und wie es die schulgerechte Darstellung einer Elementarlehre des Verstandes erfordert. In dieser müssen also die Logiker jederzeit zwei Regeln vor Augen haben.
1) Als allgemeine Logik abstrahiert sie von allem Inhalt der Verstandeserkenntnis, und der Verschiedenheit ihrer Gegenstände, und hat mit nichts als der bloßen Form des Denkens zu tun.
2) Als reine Logik hat sie keine empirischen Prinzipien, mithin schöpft sie nichts (wie man sich bisweilen überredet hat) aus der Psychologie, die also auf den Kanon des Verstandes gar keinen Einfluß hat. Sie ist eine demonstrative Doktrin, und alles muß in ihr völlig a priori sein.“ Immanuel Kant: AA III, 76

## Transzendentale Logik
Die reine (formale) Logik befasst sich mit den Denkregeln ohne Rücksicht auf Denkinhalte. Für die Erkenntnis ist aber die Frage grundlegend, wie diese Inhalte zustande kommen. Kant wollte daher untersuchen, welche Bedingungen das Denken überhaupt ermöglichen. Grundsätzlich galt für ihn
„daß nicht eine jede Erkenntnis a priori, sondern nur die, dadurch wir erkennen, daß und wie gewisse Vorstellungen (Anschauungen oder Begriffe) lediglich a priori angewandt werden, oder möglich sind, transzendental (d.i. die Möglichkeit der Erkenntnis oder der Gebrauch derselben a priori) heißen müsse.“ Immanuel Kant: AA III, 78
Gesucht sind also Bedingungen, unter denen Begriffe unabhängig von Erfahrung gebildet werden, sowie der Inhalt solcher reinen Begriffe. Die transzendentale Logik ist mithin eine Wissenschaft, in der Ursprung, Umfang und objektive Gültigkeit reiner Begriffe und Prinzipien des Verstandes untersucht werden.

## Analytik und Dialektik
In der Analytik werden Aussagen zergliedert und auf die zugrunde liegenden Begriffe gebracht. Die Analytik enthält grundlegende Prinzipien wie den Satz der Identität oder den Satz vom Widerspruch. Die Logik trägt insofern zur Findung von Wahrheit bei, als sie aufzeigt, welche Aussagen in sich widersprüchlich sind. Sie liefert negative (ausschließende) Kriterien der Wahrheit. Positive Aussagen zur Wahrheit sind in der Logik nicht möglich, weil ein „Probierstein“ fehlt. Diesen liefert nur die sinnliche Anschauung. Der Versuch, rein aus Argumenten die Wahrheit inhaltlicher Aussagen zu begründen, ist eine „Logik des Scheins“. Dialektik verstand Kant „als eine Kritik des dialektischen Scheins.“ B 86
Die Analytik untersucht den Bereich des Denkens, in dem die reine Verstandeserkenntnis und ihre Prinzipien ohne empirische Voraussetzung gebildet werden. Gegenstand ist die Bedingung der Möglichkeit von Begriffen und Urteilen a priori. Die Dialektik befasst sich hingegen mit der Kritik des „hyperphysischen Gebrauchs“ des Verstandes und der Vernunft. Ihre Themen sind die Fragen nach Gott, Freiheit und der Unsterblichkeit der Seele. Sie ist damit eine Kritik der klassischen (speziellen) Metaphysik.